# Su
Su az ókori egyiptomi vallás egyik istene, a héliopoliszi Enneád tagja. A levegő istene. Atum köpéséből vagy spermájából született, ikertestvére és felesége Tefnut, a pára istennője. Gyermekeik Geb és Nut, unokáik Ozirisz, Ízisz, Széth és Nebethet. Su nevének jelentése: „üresség” vagy „aki felkel”.
Összefüggésbe hozták a fénnyel, illetve Thot és Honszu lunáris istenekkel is, talán mert Tefnut is kapcsolatban állt a holddal. Sut néha azonosították Bésszel, mert mindkettejüknek védőisteni funkciója van, a napbárkán ő is védi Rét Apóphisztól. Az alvilágban azonban hóhérként is megjelenik.
A fénnyel való kapcsolata miatt egy ideig még Ehnaton is tisztelte; Aton nevének korábbi változatában Su is említődik.

## Ikonográfiája
Általában emberként ábrázolták, amint felemelt karjával az eget (Nut testét) tartja a föld (Geb) fölött. Antropomorf ábrázolásain a fején strucctoll látható, ami egyben nevének hieroglif írásmódja is. Oroszlánként is megjelenhetett.

## Mítosza
Egy Ptolemaiosz-kori szöveg szerint Su sokáig Egyiptom királyaként uralkodott, majd mikor megöregedett, felment az égbe Réhez. Su gyermekeinek, Geb földistennek és Nut égistennőnek a gyermekei a csillagképek, melyeket Nut lenyelt, ezért Geb haragos lett rá. Su ezek után kettéválasztotta Gebet és Nutot.
A Piramisszövegekben említik Su tavait, amelyben a király megtisztul. Ez talán a ködöt jelenti, „Su csontjai”, amelyeken a király az égbe kapaszkodik, pedig a felhőket.
A Halottak Könyve az alvilági bíróság egyik tagjaként tünteti fel. Amikor Tefnut, a Napszem sértődöttségében elmegy Núbiába, Thot oldalán Su is elmegy érte: pávián képében dallal és tánccal csalogatja vissza Egyiptomba. Tefnut visszatérése után házasságra lép Suval, mire ismét kizöldül a természet.

## Kultusza
Bár a Piramis- és Koporsószövegekben is utalnak rá, kultusza csak az újbirodalomtól mutatható ki. Su és Tefnut fő kultuszközpontja Nai-ta-hut (ma Tell el-Mukdam, görög nevén Leontopolisz, mert a két istent oroszlán formájában imádták itt). A Későkorban neki tulajdonították a világmindenséget megújító hatalmat, emiatt imákban és varázsszövegekben gyakran említik.